# Equipo Córdoba
El Equipo Córdoba fue un grupo de artistas españoles, fundado en 1957, tras graduarse en la Escuela de Artes y Oficios de Córdoba.

## Historia
El grupo se mantuvo activo entre 1957 y 1963. Formaban parte de él un escultor y cinco pintores. Los artistas que formaron el grupo fueron: el escultor Manuel González y los pintores Segundo Castro, Alejandro Mesa, Francisco Arenas, José Pizarro y Manuel García.
Equipo Córdoba trabajó y desarrolló junto con Equipo 57 la Teoría de la Interactividad del Espacio Plástico, y fueron influidos por el danés Richard Mortensen, además de por la pintura española clásica como El Greco. Se apartaron del arte convencional de la posguerra y cultivaron un estilo abstracto geométrico, usando un cromatismo muy intenso en sus pinturas. Compartieron estilo, teoría de base, época, e incluso el estudio en el que trabajaban, con el Equipo 57.
Este grupo tuvo la particularidad de adoptar la fórmula de trabajo basada en el team work, sistema mediante el cual sus miembros procuraban realizar sus intenciones dirigidas al logro de investigaciones desprovistas de intromisiones individualistas, emocionales o sentimentales. 
El crítico de arte Vicente Aguilera Cerni, en su obra Panorama del Nuevo Arte Español (Madrid, 1966), asegura que "Equipo Córdoba, fue junto al grupo El Paso de Madrid y el Grupo Parpalló de Valencia, el intento más coherente realizado en España hacia esta forma de trabajo en equipo, constituyendo un fenómeno de agrupación que da peculiar fisonomía al año 1957. 
Durante su efímera vida, el Equipo Córdoba trabajó junto al Equipo 57 en numerosos proyectos de investigación artística sobre la Interactividad del Espacio Plástico, compartiendo ambos grupos la utilización de su arte como medio de transformación de la sociedad; para ello se sirvieron de la estela constructivista de la abstracción geométrica como base de referencia. Así describía Cerni la originalidad del trabajo de estos jóvenes cordobeses: Este grupo buscó la formulación geométrica de lo orgánico mediante la representación plástica de su funcionalismo dinámico y espacial. La forma básica adoptada era el volumen orgánico, curvilíneo y sinuoso, dotado de energía propia e interrelacionado con los demás volúmenes, dando origen a incontables posibilidades de interconexiones, contrastes y combinaciones. 
Durante esos años los miembros de Equipo Córdoba estuvieron en contacto con lo más granado de la vanguardia artística española e internacional entre ellos Thorkild Hansen, Agustín Ibarrola, Jorge Oteiza, Victor Vasarely, Antonio Saura, Richard Mortensen, Manuel Calvo, Néstor Basterrechea, José Mª de Labra, Francisco Cortijo, Alfonso Ariza y los cordobeses Juan Serrano, Juan Cuenca y Francisco Aguilera Amate. 
A pesar de su fugacidad, Equipo Córdoba dejó una importante impronta en el panorama del nuevo arte español. En los años en los que se mantuvo activo realizó diversas exposiciones individualmente y otras junto al Equipo 57. De todas ellas, destacan las realizadas en la Sala Negra de Madrid en 1957 (que, tras la de Antoni Tàpies, fue la última celebrada en este espacio expositivo antes de su cierre), la realizada en la Galería Denise Renée en París en 1959 y la I Exposición Conjunta de Arte Normativo Español, celebrada en 1960 en el Ateneo Mercantil de Valencia, junto al Grupo Parpalló, el Equipo 57, Eusebio Sempere, Manuel Calvo y José Mª de Labra.